# Иранская организация авиационной промышленности
Иранская организация авиационной промышленности (перс. سازمان صنایع هوایی ایران‎; IAIO) создана в 1966 году с целью планирования, контроля и управления авиационной промышленностью Ирана.
IAIO является регулятором и координатором и содействует важнейшим предприятиям иранской авиапромышленности, поставляя технологии, компетенцию и комплектующие.
На текущий момент IAIO управляет пятью авиационными организациями: SAHA, HESA, PANHA, GHODS, Shahid Basir Industry. Эти пять организаций занимают различные, взаимодополняющие роли в иранской оборонной промышленности и гражданской авиации Ирана, и прошли путь от малых ремонтных предприятий до больших организаций с несколькими тысячами сотрудников.

## История
Иранская вертолётная компания англ. The Iran Helicopter Support and Renewal Company (IHSRC) или PANHA была основана в 1969 году.
Iranian Aircraft Industries (IACI) основана в 1970 году.
Iran Aircraft Manufacturing Industrial Company (IAMI), известная под персидским акронимом HESA основана в 1974 году.
Две других важных компании — Iranian Armed Forces Aviation Industries Organization (IAFAIO) и исследовательский центр GHODS — были основаны в начале 80-х.
К сентябрю 2004 года иранской авиапромышленностью было произведено более чем 1600 самолетов, 2182 авиационных двигателей, 1751 вертолётных двигателей, 149 газотурбинных двигателей.
Производился ремонт 11 типов самолетов и 18 типов военных/гражданских авиадвигателей.

## Крупнейшие проекты
HESA Saeqeh — многоцелевой одноместный истребитель-перехватчик, разработанный HESA, ВВС Ирана и министерством обороны Ирана в 2007 году.
IrAn-140 (лицензионная версия Ан-140): в 1994 году Иран объявил международный конкурс на самолёт с условием передачи технологий и создания местного производства; в декабре 1995 года HESA и «АНТК им. О. К. Антонова» заключили контракт о передаче технологии и совместном производстве самолёта Ан-140 на сумму 195,2 млн долларов США. Предполагалось производство 80 машин, по 12 штук в год.
Выпускались с 2000 по 2015 год (до 2011 года было собрано 14 экземпляров, из них в воздух поднялись 6 ед.).